# Santo António (Funchal)
Santo António é uma freguesia portuguesa do município do Funchal, na ilha da Madeira, com 22,17 km² de área e 25940 habitantes (censo de 2021). A sua densidade populacional é 1 170 hab./km².
Foi em 2021 a segunda freguesia com mais habitantes na Região Autónoma da Madeira.
O Pico do Areeiro (1818 m) pertence a esta freguesia.

## História
Inicialmente apenas constituída por fazendas povoadas em torno de uma pequena ermida dedicada a Santo António, em meados do século XVI é elevada a paróquia, englobando também o bairro da Madalena, de origem mais remota, agregado em torno da já desaparecida ermida de Santa Maria Madalena.

## Demografia
A população registada nos censos foi:
| Distribuição da População por Grupos Etários | Distribuição da População por Grupos Etários | Distribuição da População por Grupos Etários | Distribuição da População por Grupos Etários | Distribuição da População por Grupos Etários |
| -------------------------------------------- | -------------------------------------------- | -------------------------------------------- | -------------------------------------------- | -------------------------------------------- |
| Ano                                          | 0-14 Anos                                    | 15-24 Anos                                   | 25-64 Anos                                   | > 65 Anos                                    |
| 2001                                         | 4270                                         | 3722                                         | 11658                                        | 2281                                         |
| 2011                                         | 4620                                         | 3601                                         | 16059                                        | 3103                                         |
| 2021                                         | 3416                                         | 3015                                         | 15067                                        | 4442                                         |

## Sítios

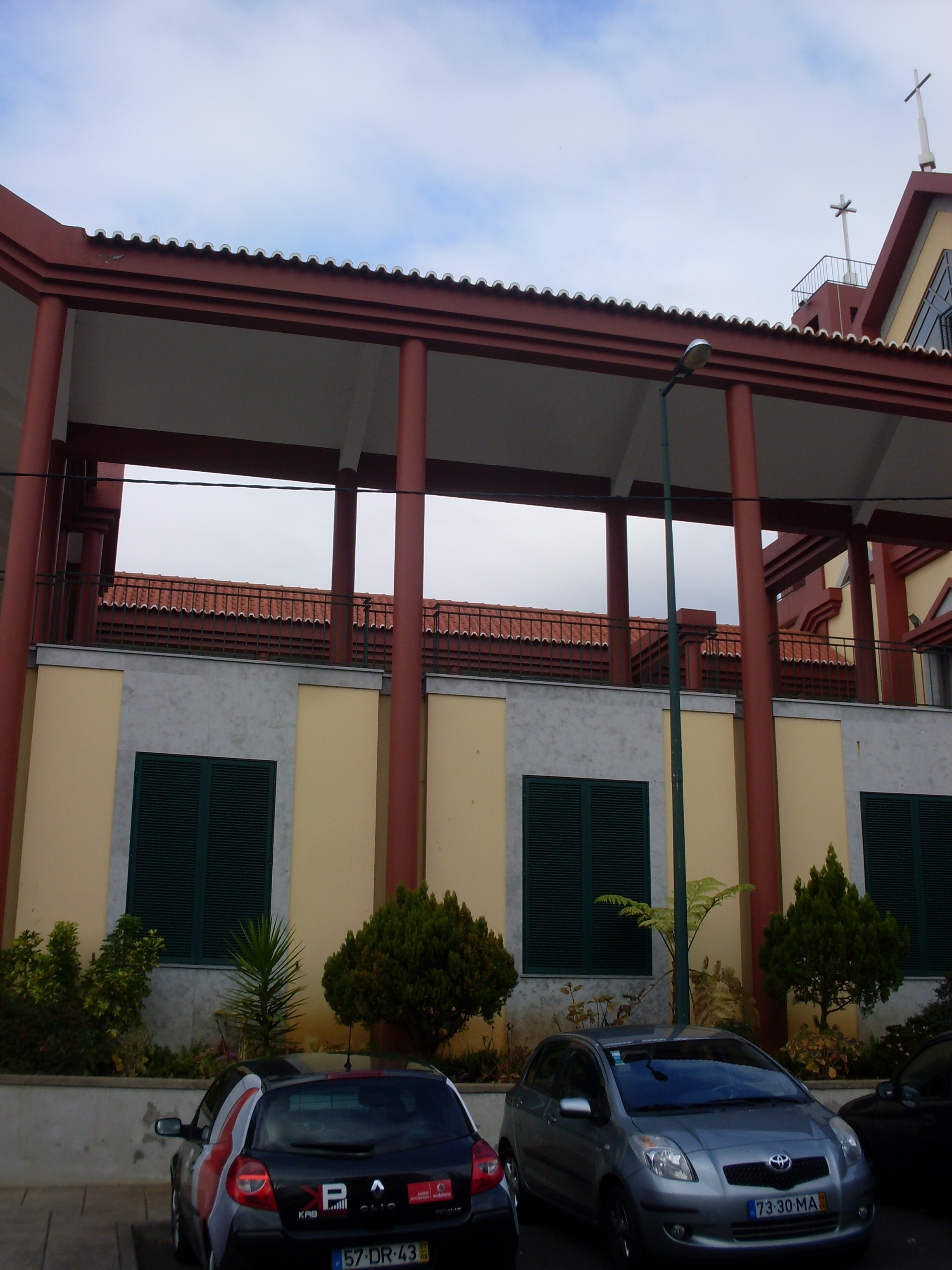

- Álamos
- Alecrins
- Barreira
- Boliqueime
- Casa Branca
- Casas
- Casas Próximas
- Chamorra
- Courelas
- Curral Velho
- Encruzilhadas
- Engenho Velho
- Fontes
- Graça
- Jamboto
- Ladeira
- Laranjal
- Levada do Cavalo
- Lombinho
- Lombo dos Aguiares
- Lugar do Meio
- Madalena
- Penteada
- Pico dos Barcelos
- Pilar
- Pomar do Miradouro
- Preces
- Quinta do Falcão
- Quinta das Freiras
- Quinta do Leme
- Ribeira Grande
- Ribeirinho
- Romeiras
- Salão
- Santa Quitéria
- Santo Amaro
- Tanque
- Terra Chã
- Trapiche
- Vasco Gil

## Clima
Santo António é influenciado pela corrente fria, ou mesmo, gelada, do Monte, causando baixas temperaturas durante o inverno, embora a queda de neve seja nula ou escassa.A temperatura média anual de Santo António é de 18 °C.

## Património Histórico

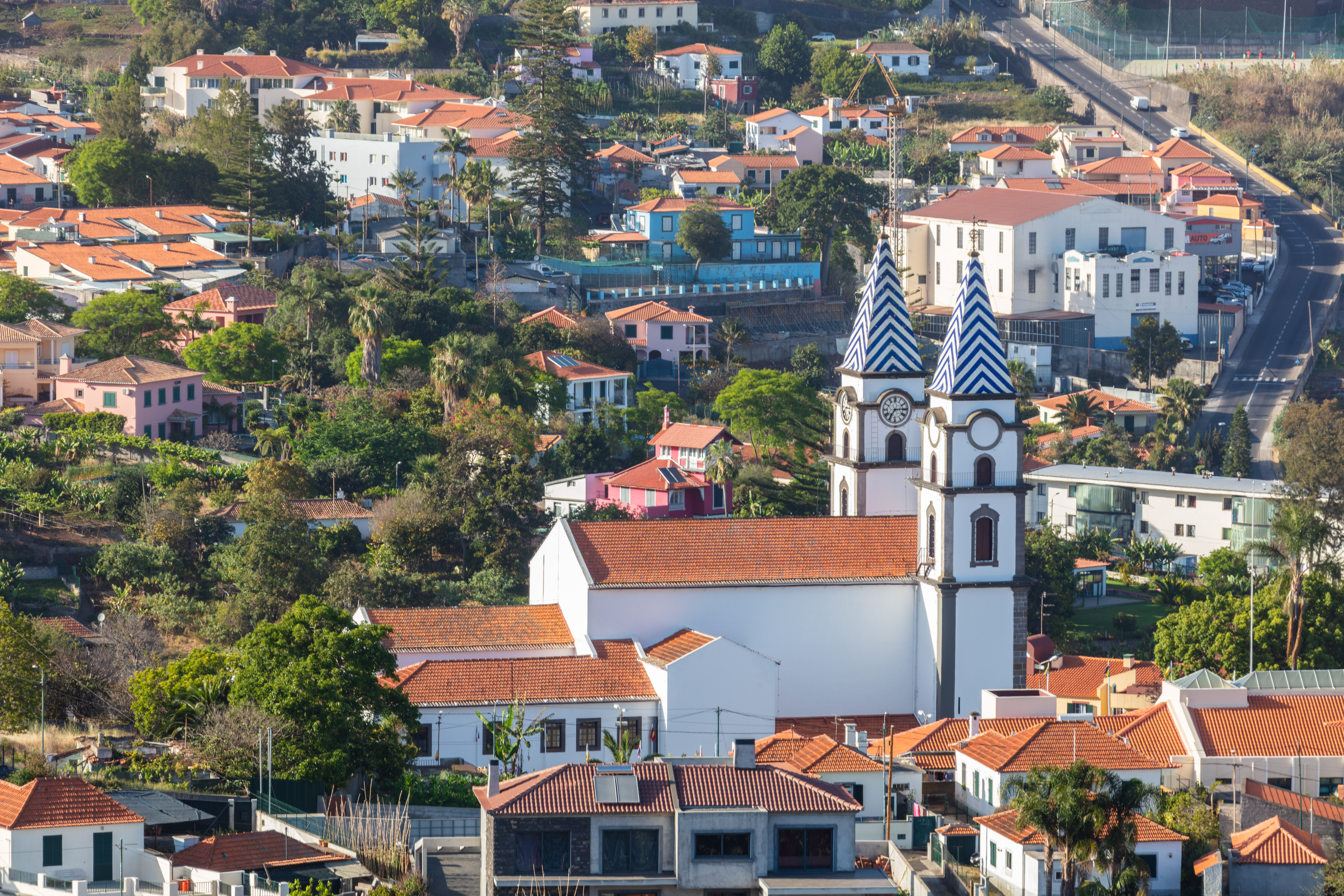
Igreja de Santo António

Torre do Capitão (século XV) - É o mais antigo edifício do Arquipélago da Madeira. Trata-se da base da torre do solar acastelado de Garcia Homem de Sousa, genro de João Gonçalves Zarco. Ostenta uma porta em ogiva e seteiras. Localiza-se em Santo Amaro.
Solar dos Lemes (século XVII) - Solar seiscentista com a sua capela de São Filipe, em tempos a sede do morgadio da família Leme, hoje está transformado em escola de educação especial.
Igreja Paroquial (século XVIII) - Descrita por Henrique Henriques de Noronha como a maior e mais opulenta das Igrejas dos arredores do Funchal, fruto das doações e ofertas dos lavradores da freguesia. Arruinada durante o terramoto de 1747, foi reconstruída na forma atual, com as características duas torres, tipologia quase única no Arquipélago. Os pitorescos campanários decorados a azulejos foram encomendados no início do século XX, obra do empreiteiro João Fernandes da Silva. À entrada da antiga residência paroquial está uma coluna octogonal em cantaria vermelha da ilha, que se presume tenha sido parte do primitivo templo.

## Infraestruturas
- Centro Cultural
- Centro de Saúde
- Biblioteca Municipal do Funchal
- Arquivo Regional da Madeira
- Piscinas Municipais
- Convento de Freiras Clarissas
- Delegação da Segurança Social
- Posto de Correios
- Esquadra

## Miradouros
- Pico dos Barcelos
- Pomar do Miradouro
- Igreja

## Gente Ilustre de Santo António
- Cristiano Ronaldo, futebolista (Ordem do Infante D. Henrique, Bola de Ouro, Fifa World Player 2008, 2013 e 2014)
- Vânia Fernandes, cantora e vencedora do Festival RTP da Canção
- Dr. Joaquim José Jardim Costa, professor
- Madre Virgínia Brites da Paixão (chamada "a Freirinha"), irmã clarissa atualmente em processo de beatificação